# Stade de Charentonneau
Le stade de Charentonneau  est un stade de football localisé à Maisons-Alfort.

## Histoire
Il s'agit avec le stade Bauer de Saint-Ouen de l'un des premiers terrains spécialement conçu pour le football en France. Le stade est utilisé dès 1905 par le club de football du Cercle athlétique de Paris et l'est encore de nos jours par le club, désormais appelé Cercle athlétique de Paris-Charenton, en plus de son habituel stade Henri Guérin situé à Charenton-le-Pont. 
En plus d'être le stade emblématique du CA Paris, Charentonneau accueillit également un match de l'équipe de France de football. Il s'agit d'un match amical disputé le 1er janvier 1911 contre la Hongrie devant 2 032 spectateurs. La rencontre, la première entre les deux sélections, est remportée par la Hongrie sur le score de 3-0 grâce à un triplé d'Imre Schlosser-Lakatos,

## Équipe de France de football
| Date             | Match            | Score | Compétition  | Affluence |
| ---------------- | ---------------- | ----- | ------------ | --------- |
| 1er janvier 1911 | France - Hongrie | 0-3   | Match amical | 2 032     |

## Galerie

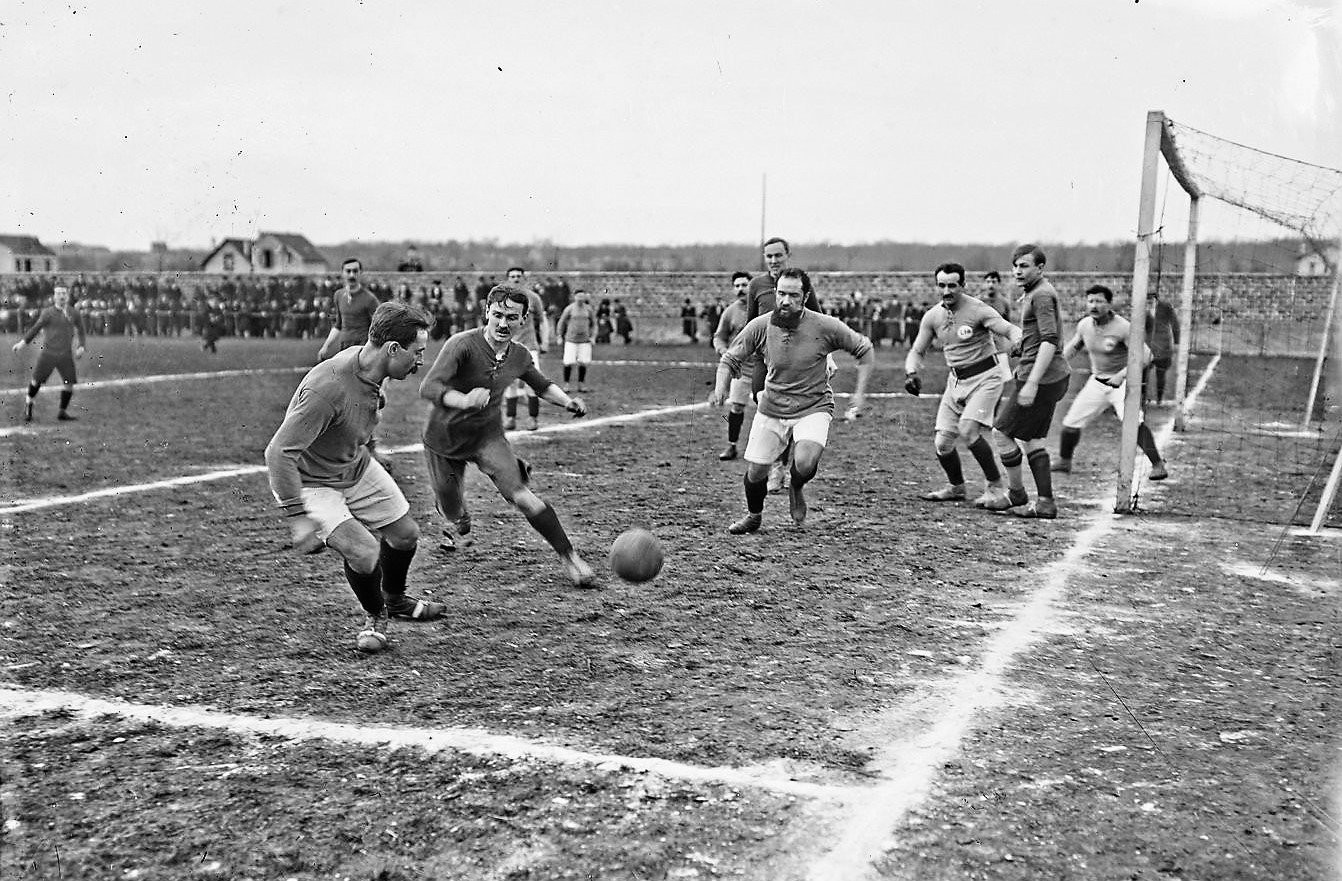
Match de football entre le Cercle athlétique de Paris et le Servette de Genève au stade Charentonneau le 19 mars 1911.
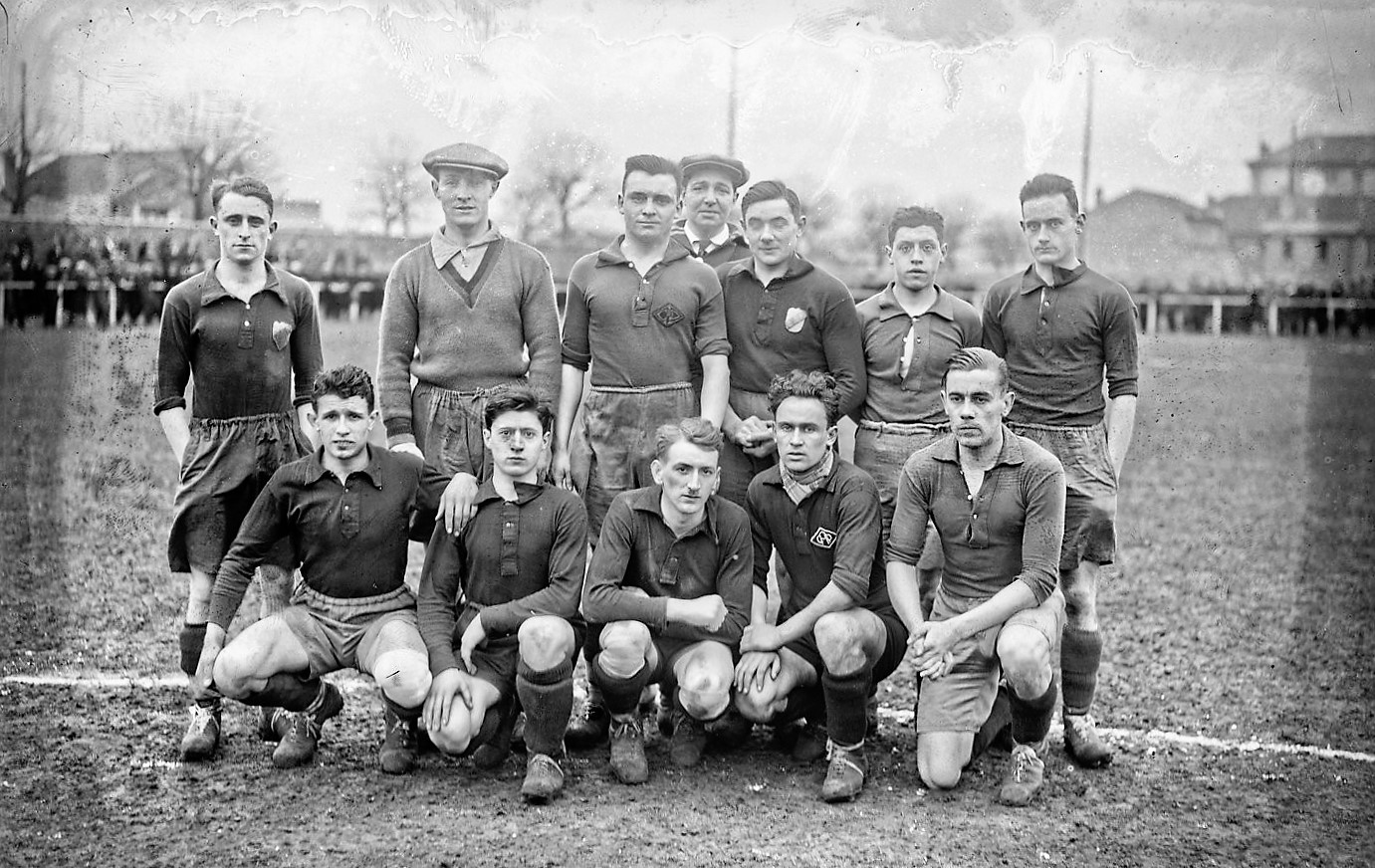
L'équipe de football du Cercle athlétique de Paris au stade Charentonneau le 30 janvier 1927.